# Cambarus acuminatus
Cambarus acuminatus е вид ракообразно от семейство Cambaridae. Видът не е застрашен от изчезване.

## Разпространение и местообитание
Разпространен е в САЩ (Вирджиния, Мериленд, Северна Каролина и Южна Каролина).
Обитава сладководни басейни, реки, потоци и канали.